# Tashpolat Tiyip
Tashpolat Tiyip (tiếng Uyghur: تاشپولات تېيىپ; Latinh: Tashpolat Téyip; tiếng Trung: 塔西甫拉提・特依拜; bính âm: tǎxīfǔlātí tèyībài; sinh 12/1958) là một nhà địa lý người Trung Quốc sắc tộc Uyghur. Ông là Chủ tịch Đại học Tân Cương từ năm 2010 đến 2017. Năm 2019 có thông tin ông bị kết án tử hình trong một phiên tòa bí mật.

## Tiểu sử
Tashpolat Tiyip nhập học địa lý tại Đại học Tân Cương năm 1978, và tốt nghiệp năm 1983. Năm 1988, ông đến Nhật Bản để học thạc sĩ và tiến sĩ tại Đại học Khoa học Tokyo. Tại đó ông nhận bằng Tiến sĩ Kỹ thuật về Địa lý Ứng dụng vào tháng 3 năm 1992.
Năm 1993, ông được bổ nhiệm làm giáo sư tại Khoa Địa lý Đại học Tân Cương. Năm 1996, Tiyip được bổ nhiệm làm Phó Chủ tịch Đại học Tân Cương, và năm 2010, ông được thăng chức Chủ tịch Đại học Tân Cương và Phó Bí thư Đảng Cộng sản tại trường đại học.
Vào tháng 11 năm 2008, Tashpolat Tiyip nhận bằng tiến sĩ danh dự của Đại học Sorbonne, Cộng hòa Pháp.

## Bắt giữ và xét xử
Tháng 3 năm 2017 khi Tiyip đang trên đường đến một hội nghị ở CHLB Đức, ông đã bị bắt giữ tại sân bay Bắc Kinh, và bị buộc tội là một người "hai mặt".
Sau khi Tiyip bị bắt, ông bị giam giữ cách ly và cuối cùng bị đưa ra xét xử trong một phiên tòa bí mật về tội ly khai. Tiyip bị kết án là có tội và chịu án tử hình với tạm hoãn thi hành án trong hai năm.